# Fannia euchaetophora
Fannia euchaetophora är en tvåvingeart som beskrevs av Carvalho 1991. Fannia euchaetophora ingår i släktet Fannia och familjen takdansflugor. Inga underarter finns listade i Catalogue of Life.